# James Prioleau Richards

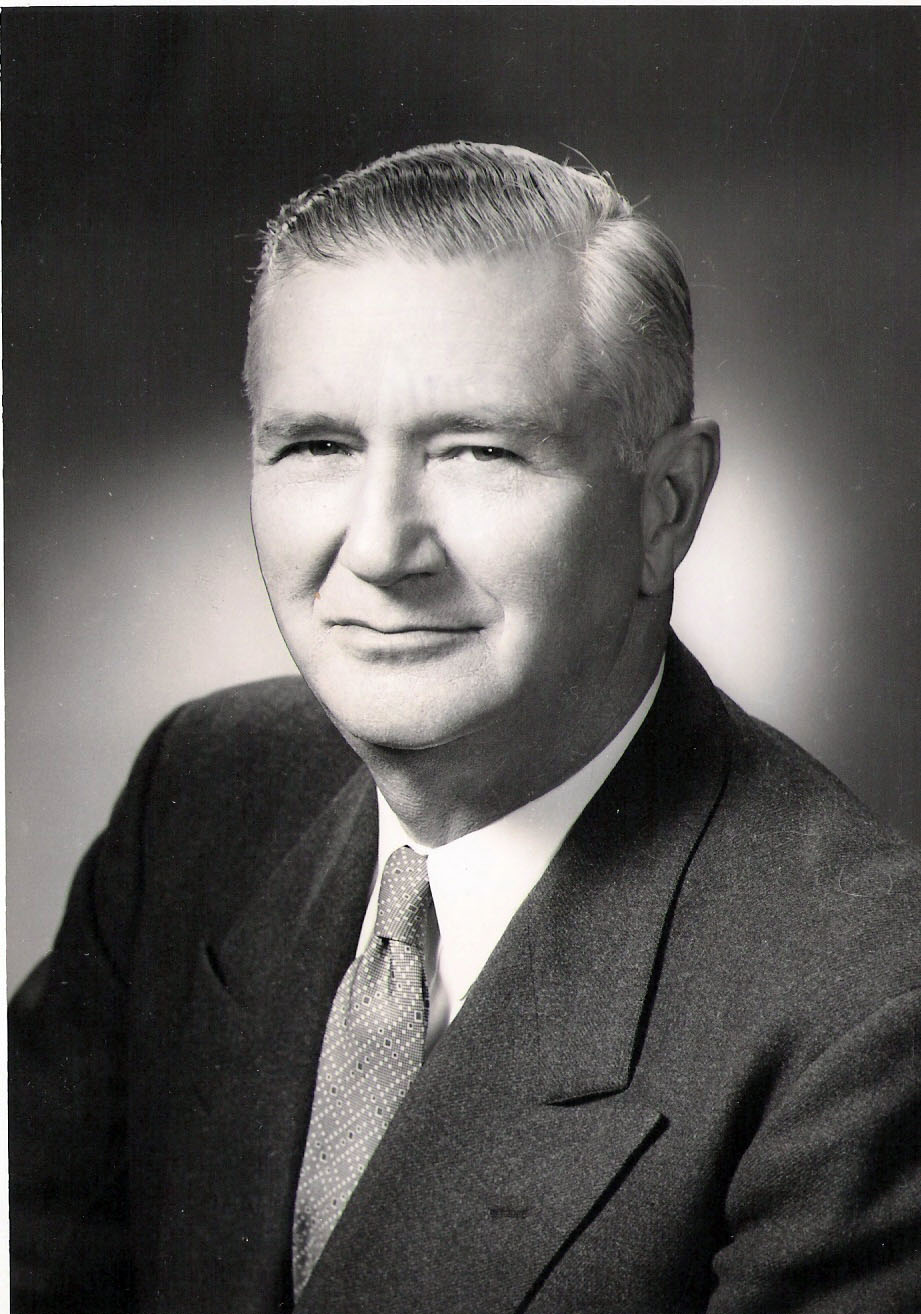
James Prioleau Richards, 1956

James Prioleau Richards (* 31. August 1894 in Liberty Hill, South Carolina; † 2. Februar 1979 in Lancaster, South Carolina) war ein US-amerikanischer Politiker und vertrat den Bundesstaat South Carolina als Abgeordneter im US-Repräsentantenhaus.

## Werdegang
James Prioleau Richards wurde am 31. August 1894 in Liberty Hill, South Carolina geboren. Er besuchte die öffentliche Schule und das Clemson College in Clemson, South Carolina. Während des Ersten Weltkriegs diente er als einfacher Soldat in Übersee. Dort wurde er dann rasch befördert zum Korporal, Feldwebel (Sergeant) und schließlich Leutnant (Second Lieutenant) im Trench Mortar Batterie, Stabskompanie, 118. Regiment, 30. Division zwischen 1917 und 1919. Nach dem Krieg graduierte er 1921 an der Rechtsabteilung der University of South Carolina in Columbia. Seine Zulassung als Anwalt bekam er im selben Jahr und eröffnete eine Praxis in Lancaster, South Carolina. Danach arbeitete er als Richter des Nachlassgerichts in Lancaster County zwischen 1923 und 1933.

## Politik
Richards wurde als Demokrat in den dreiundsiebzigsten und die elf nachfolgenden Kongresse gewählt. Seine Amtszeit belief sich vom 4. März 1933 bis zum 3. Januar 1957. Er entschloss sich 1956 für den fünfundachtzigsten Kongress nicht mehr zu kandidieren. In seiner Amtszeit im Kongress war er 1956 an der Verfassung des Southern Manifesto beteiligt, das sich gegen die Rassenintegration an öffentlichen Einrichtungen aussprach. Des Weiteren war er Vorsitzender des Committee on Foreign Affairs (82. und 84. Kongress). Richards war Delegierte bei der Japanischen Friedenskonferenz und 1953 US Delegierter bei den Vereinten Nationen. Anschließend war er Special Assistant für Vorderasien in Rank eines Botschafters unter Präsidenten Eisenhower zwischen Januar 1957 und Januar 1958. Danach kehrte er zu seiner Tätigkeit als Anwalt zurück.
James Prioleau Richards verstarb am 21. Februar 1979 auf seinem Anwesen in Lancaster, South Carolina. Er wurde auf dem Liberty Hill Presbyterian Church Cemetery in Liberty Hill, South Carolina beerdigt.